# Marint skräp

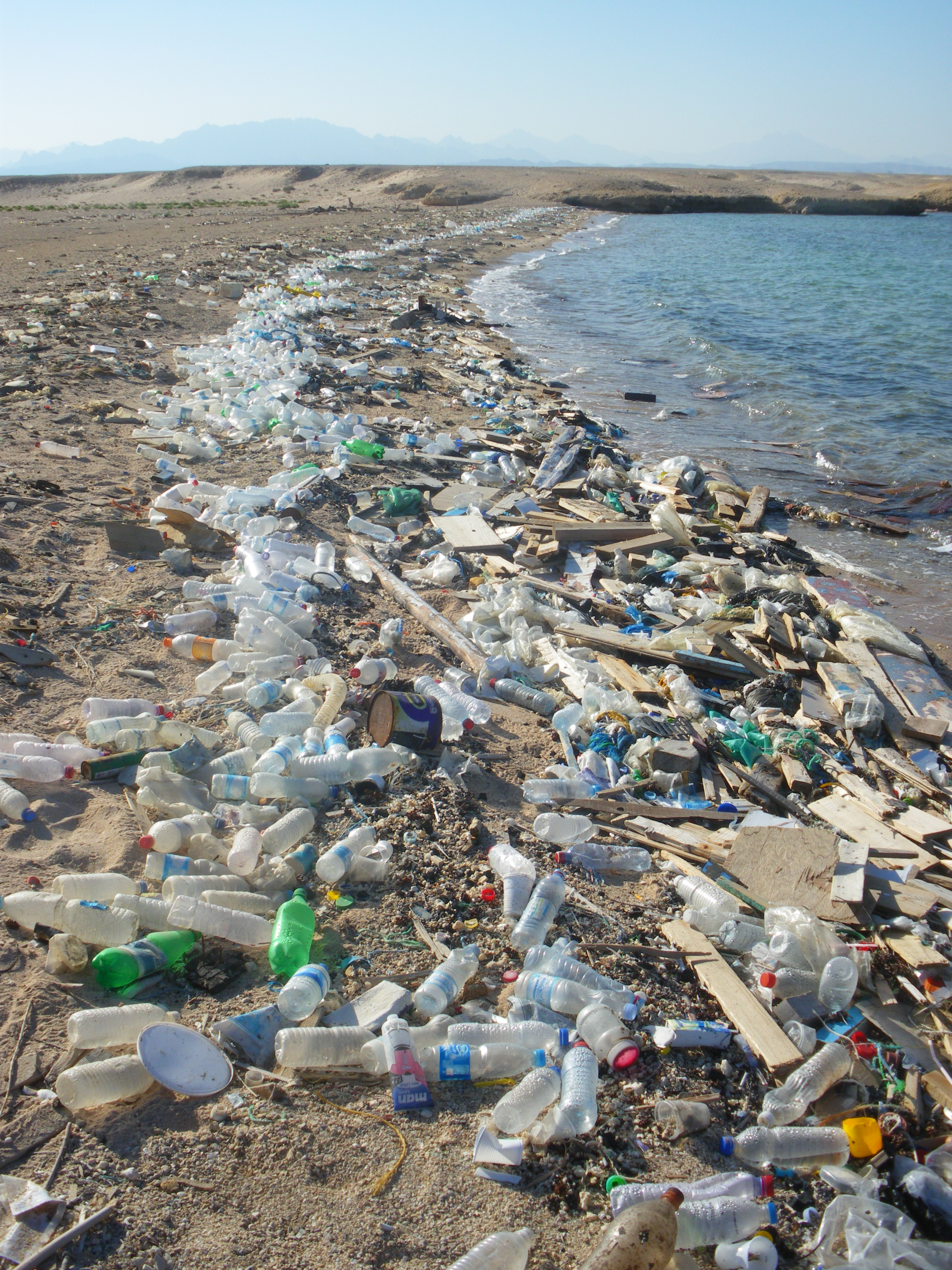
Marint skräp på Röda havets strand vid Safaga, Egypten

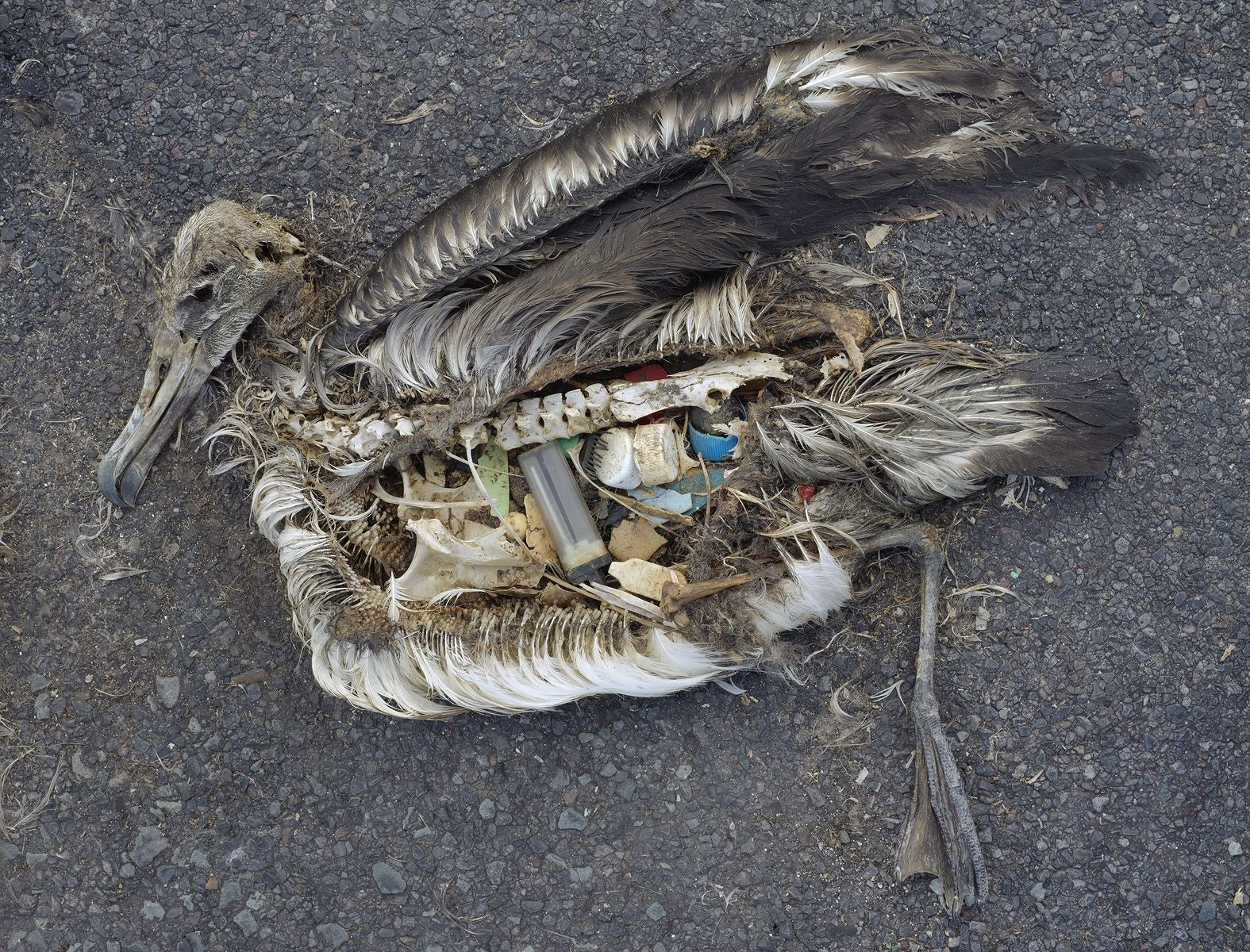
Resterna av en ung Albatross och dess maginnehåll i september 2009.

Marint skräp är skräp i marina miljöer.
| ”                                             | [marint skräp är] ett fast föremål som är tillverkat eller bearbetat och som direkt eller indirekt, medvetet eller omedvetet slängts eller övergivits på ett sådant sätt att det hamnat i en marin miljö. | „ |
| – FN:s miljöorgans definition av marint skräp | |   |

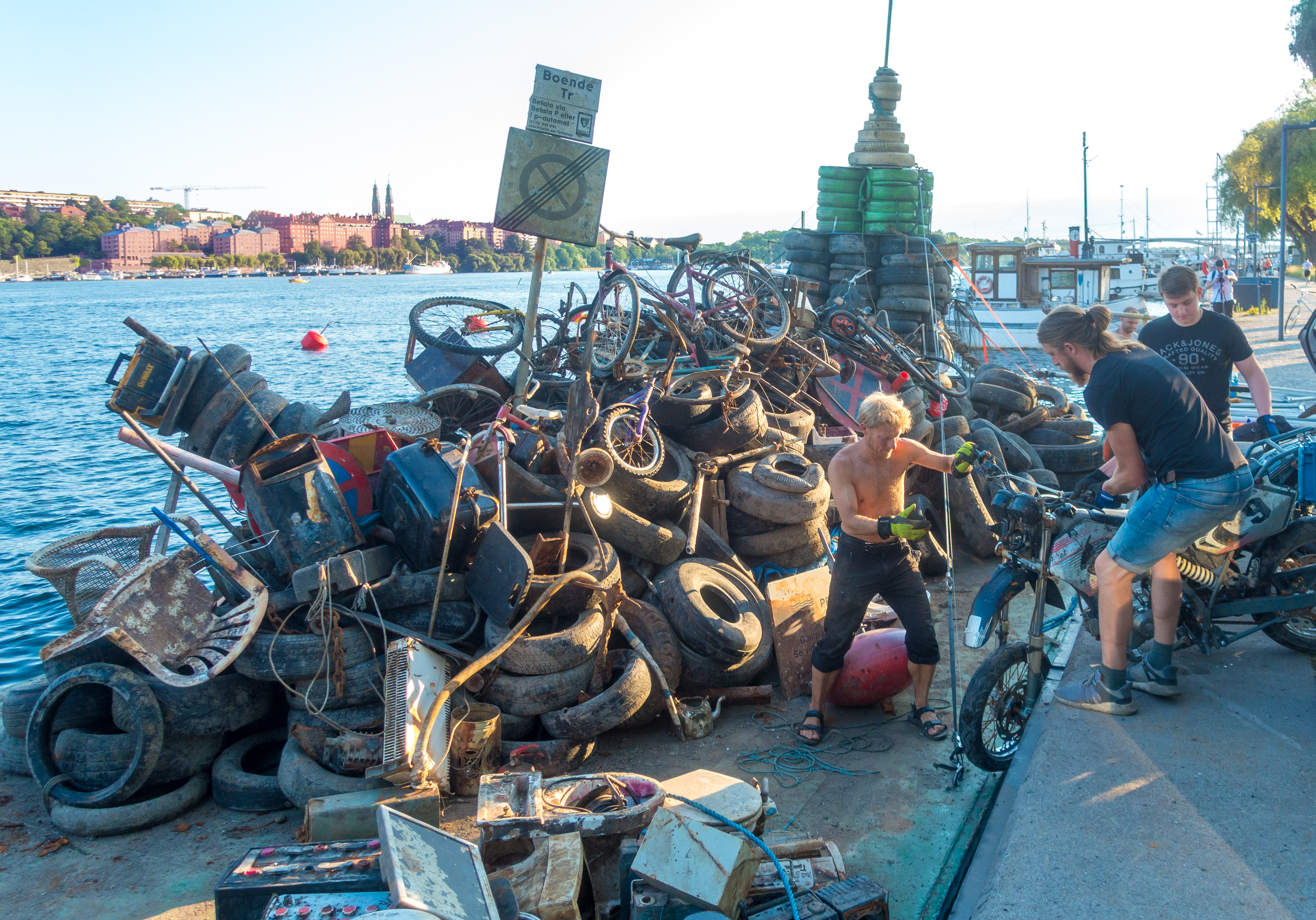
Tonvis med bildäck, cyklar och bilbatterier som dumpats längst Söder Mälarstrand och Norr Mälarstrand i Stockholm. Röjt av den ideella organisationen H2O - Hands2Ocean (f.d. Rena Mälaren) 2020. Observera motorcykeln till höger och bilbatterierna nederst.

Det vanligaste marina skräpet är plast: förpackningar, snören, flaskor och dunkar. Även ballonger (från till exempel ballongsläpp) är en av de vanligaste soporna i marina miljöer. Av plastutsläppen i världens hav kommer 93 procent från tio floder: åtta i Asien (Yangtze, Gula floden, Haifloden, Pärlfloden, Amurfloden, Mekong, Indus och Ganges Delta), och två i Afrika (Nigerfloden och Nilen). Flera av dessa utmynnar i det stora stillahavssopområdet, som är särskilt drabbat.
17 av världens länder står för 80 procent av allt skräp som kommer ut i marin miljö. Fem av dessa länder står i sin tur för 60 Procent av all nedskräpning – det är Kina, Filippinerna, Indonesien, Thailand och Vietnam.[källa behövs]

## Sverige
I Sverige är Bohuskusten den kuststräcka som är mest utsatt för skräp från havet. Där flyter varje år cirka 8000 kubikmeter (100-tals ton) iland på stränderna vilket enligt lokala politiker hotar både miljön och turismen. Det mesta är plast och uppemot 80% beräknas komma från andra länder i Nordeuropa via havsströmmar.
Mellan 1 juli och 1 september 2014 prövades en metod där allmänheten via en interaktiv karta kunde rapportera var städning behövdes eller, i de fall de hade städat själva, var skräp fanns att hämta. Det var ett samarbete mellan Orusts, Lysekils, Sotenäs, Tanums och Strömstads kommuner. 
2015 gick 11 kommuner i Bohuslän samman i projektet "Ren och attraktiv kust" och ansökte om pengar från Havs- och vattenmyndigheten om 2 miljoner kronor per år under tre års tid för stöd till strandstädning.